# Конвой G-4
Конвой G-4 (No.4 Ji Yuso) — японський конвой часів Другої світової війни, проведення якого відбувалось у березні 1943-го.
G-4 належав до серії конвоїв Ji Yuso, які на початку 1943-го курсували на сході Нідерландської Ост-Індії. Його вихідним пунктом стала Сурабая (головна база на сході острова Ява), а пункти призначення перебували на західному узбережжі Нової Гвінеї.
До складу конвою увійшли транспорти «Йошида-Мару № 1», «Пенанг-Мару», «Фукоку-Мару», «Кьокко-Мару» (Kyokko Maru) та «Таймей-Мару», тоді як охорону забезпечував щонайменше тральщик W-4.
Конвой вийшов з Сурабаї 6 березня 1943-го. 11—13 березня він побував на Амбоні (південна частина Молуккського архіпелагу), а 15 березня прибув до Бабо. 16—17 березня відбувся перехід з Бабо до Каймана.
19—29 березня W-4 здійснив перехід з Каймана через Амбон до Манокварі, ймовірно, все-так же супроводжуючи якісь транспорти. При цьому відомо, що «Пенанг-Мару» та «Кьокко-Мару» рушили з Каймана 21 березня у супроводі мінного загороджувача «Аотака». Тієї ж доби цей загін двічі атакували ворожі бомбардувальники, але близькі вибухи поблизу обох транспортів завдали лише незначні пошкодження. Також відомо, що не пізніше перших чисел квітня «Пенанг-Мару», «Йошида-Мару № 1» та «Фукоку-Мару» були у Сурабаї (звідки рушили в рейс на Амбон, що стане останнім для «Пенанг-Мару»).